# Сілій Італік
Тибе́рій Ка́цій Аско́ній Сі́лій Іта́лік (лат. Tiberius Catius Asconius Silius Italicus) (26 — 103) — давньоримський поет та політик часів ранньої Римської імперії, консул 68 року.

## Походження
Про місце народження й родину Сілія мало відомостей. За деякими даними місцем його народження вважають Падую (давній Патавіум) з огляду на те, що там було поширене ім'я Асконій.
Іспанський археолог та історик XVII століття Родріго Каро припускав, що Сілій Італік походить з міста Італіка в  Римській Іспанії. Зокрема, він це стверджує у своїй поемі «Ода руїнам Італіки». Проте прикметник, що позначав людей з цього міста, звучав латиною Italicensis. Окрім того, у цьому випадку незрозуміло, чому Марціал не включив Сілія до списку знаменитостей родом з Іспанії першої половини I століття.
Деякі вчені припускають, що когномен Італік означав члена корпорації Італіків, яка існувала на Сицилії та інших регіонах Риму.

## Біографія
Сілій Італік не брав активної участі у політичних змовах та якихось загрозливих для життя політичних акціях. За правління імператора Нерона виступав з боку обвинувача проти жертв тиранії Нерона, сприяв останньому у згубі ворогів імператора. У 68 році Сілій Італік став консулом. Надалі потоваришував з імператором Вітеллієм, і тому брав участь у перемовинах між Вітеллієм та Фабієм Сабіном, старшим братом майбутнього імператора Веспасіана. Попри дружбу Сілія з Вітеллієм імператори з династії Флавіів ставилися до нього добре.
У 77 році Сілій був призначений проконсулом у провінцію Азія. Тут він показав себе добрим та господарчим правителем, багато зробив для міст цієї провінції. На знак прихильності до дій Сілія Італіка у м. Афродісіаді встановлено спеціальний напис, що прославляв Сілія.
Десь у 80-х роках Сілій Італік відійшов від державницьких справ, переїхав на свою віллу до Кампанії. Тут він займався складанням своєї поеми «Пуніка», присвяченій Другій Пунічній війні, колекціонуванням. Перші вірші написані були у 88 році. «Пуніка» стала однією зі значущих творів періоду принципату. Потоваришував з філософами Луцієм Аннеєм Корнутом та Епіктетом, які були високої думки про Сілія.
Сілій Італік з великою любов'ю ставився до Вергілія й Цицерона. Він викупив місце поховання Вергілія й привів його до ладу. Також Сілій викупив віллу Цицерона у Тускулумі.
У 103 році до н. е. Сілій Італік, у якого була важка хвороба — невиліковна пухлина — наклав на себе руки, довівши себе голодуванням до смерті.

## Творчість
- Пуніка. 17 книг.

## Родина
Діти:
- Луцій Сілій Деціан, консул 94 року.
- Сілій Север